# Сі-о-Се Поль
Сі-о-Се Поль (перс. سی وسه پل), поза межами Ірану також називається Міст Аллаверді-Хана — міст в іранському місті Ісфаган. Разом з мостами Поль-о-Шахрестан та Поль-е-Хаджу один з трьох мостів через річку Заяндеруд. Міст закрито для автотранспорту.

## Історія
Міст було споруджено в часи Сефевідів й вважається однією з найвидатніших архітектурних пам'яток цієї епохи. Міст побудували 1602 року за наказом шаха Аббаса I Великого. Будівництвом керував Аллаверді Хан Унділадзе, канцлер шаха грузинського походження.

## Короткий опис
Міст Сі-о-Се Поль є двоповерховим віадуком, спорудженим з цегли на кам'яних палях. Довжина — 290,4 м, ширина — 13,5 м. Відповідно до своєї назви (перс. Сі-о-Се — тридцять три мости або тридцять три прольоти) міст має 33 арки. Міст накривають два ряди аркад. Широкі сходи ведуть до критих променадів, що простяглися на всю довжину мосту. На мосту була розташована велика чайхана. Первинно міст зсередини прикрашали фрески, але їх видалили, оскільки ісламська традиція відкидає зображення людей та тварин.
До сьогодні на мосту в численних чайханах можна випити чаю або покурити кальян. Влітку річка Заяндеруд часто повністю пересихає.

## Галерея

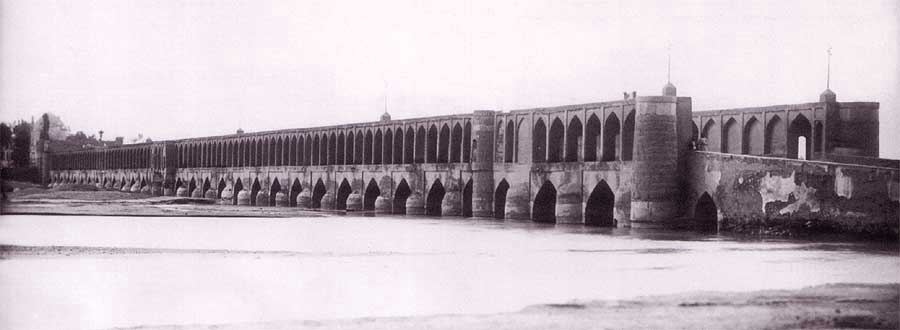
Історична фотографія мосту, 1873
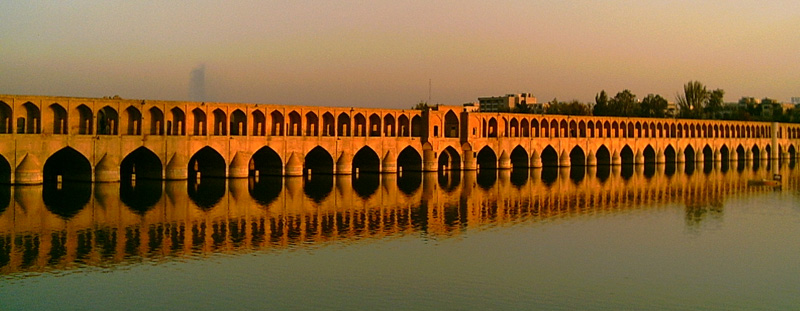
Міст у сутінках